# Усмішки літньої ночі
«Усмішки літньої ночі» (швед. Sommarnattens leende) — шведська комедійна мелодрама 1955 року, поставлена режисером Інгмаром Бергманом. Фільм брав участь у головній конкурсній програмі 10-го Каннського міжнародного кінофестивалю та отримав приз за найкращий поетичний гумор. У 2005 році часопис «Тайм» включив фільм до списку 100 найвидатніших фільмів з 1923 року.

## Сюжет
Початок XX століття. Адвокат Фредрик Егерман, чоловік в літах, вже два роки одружений вдруге на 19-річній Анні. Його дружина досі зберігає цноту. Егерман не бажає її змушувати й чекає, коли вона прийде до нього сама. Він зустрічається зі своєю колишньою коханкою Дезіре, театральною акторкою, яка вже півроку крутить роман з ревнивим та впертим воякою, графом Малькольмом. Егерман бачить у будинку Дезыре маленького хлопчика; Дезіре відмовляється підтвердити, що це його син, хоча хлопчик носить його ім'я. Заставши Егермана у Дезіре, Малькольм свариться з нею: відбувається розрив. У Дезіре тепер тільки одна думка: повернути Егермана, якого вона кохає як і раніше. Вона запрошує всіх друзів у особняк матері. Там літньої ночі їй усміхається удача. Генрік, син Егермана від першого шлюбу, який вивчає теологію і вже пізнав перше любовне потрясіння з Петрою, служницею матері, освідчується Анні у кохання; Анна теж давно його кохає. Вони втікають разом. Дезіре бачить, як Егерман заходить у павільйон з дружиною Малькольма Шарлоттою. Вона говорить про це Малькольму, і той примушує Егермана зіграти з ним у російську рулетку. Егерман прикладає дуло до скроні та спускає курок; лунає постріл. Егерман трохи не помирає від страху, але патрон виявляється холостим. Дезіре залишається лише втішити та заспокоїти Егермана. Тим часом Шарлотта відводить чоловіка додому, а Петра віддається кучерові й вириває в нього обіцянку одружитися.

## У ролях
| Актор                      | Роль                              |
| -------------------------- | --------------------------------- |
| Улла Якобссон              | Анна                              |
| Гуннар Бйорнстранд         | Фредрик Єгерман                   |
| Єва Дальбек                | Дезіре Армфельдт                  |
| Бйорн Б'єльфвенстам        | Генрік Егерман                    |
| Маргіт Карлквіст           | графиня Шарлотта Малькольм        |
| Ярл Кулле                  | граф Карл Магнус Малькольм        |
| Гаррієт Андерссон          | Петра                             |
| Аке Фриделль               | кучер Фрід                        |
| Найма Віфстранд            | стара фрау Армфельдт              |
| Юллан Кіндаль              | Бета, кухарка                     |
| Гюлль Наторп               | Малла                             |
| Біргітта Вальберг          | акторка                           |
| Бібі Андерссон             | акторка                           |
| Андерс Вульф               | хлопчик Фредрик                   |
| Гуннар Нільсен             | Ніклас                            |
| Єста Прюселіус             | слуга                             |
| Свеа Гольст                | костюмерка                        |
| Ганс Строот                | фотограф Альмгрен                 |
| Лиса Люндхольм             | фру Альмгрен                      |
| Лена Седерблюм, Мона Мальм | покоївки                          |
| Юсеф Нурман                | літній гість на обіді             |
| Арне Ліндблад              | актор                             |
| Бер'є Мелльвіг             | нотаріус                          |
| Ульф Юханссон              | службовець в адвокатській конторі |
| Унгве Нурдвалль            | Фердинанд                         |
| Стен Естер, Мілле Шмідт    | слуги                             |

## Знімальна група
- Автор сценарію — Інгмар Бергман
- Режисер-постановник — Інгмар Бергман
- Продюсер — Аллан Екелунд
- Оператор — Гуннар Фішер
- Композитор — Ерік Нордгрен
- Монтаж — Оскар Розандер
- Художник-постановник — Пер Аксель Лунгрен
- Художник з костюмів — Маго

## Нагороди та номінації
| Список нагород та номінацій         | Список нагород та номінацій | Список нагород та номінацій        | Список нагород та номінацій | Список нагород та номінацій | Список нагород та номінацій |
| Кінофестиваль/Кінопремія            | Рік                         | Категорія                          | Номінант(и)                 | Результат                   | Дж                          |
| ----------------------------------- | --------------------------- | ---------------------------------- | --------------------------- | --------------------------- | --------------------------- |
| Каннський міжнародний кінофестиваль | 1956                        | Золота пальмова гілка              | Усмішки літньої ночі        | Номінація                   |                             |
| Каннський міжнародний кінофестиваль | 1956                        | Приз за найкращий поетичний гумор  | Усмішки літньої ночі        | Перемога                    |                             |
| Премія BAFTA                        | 1957                        | Найкращий фільм з будь-якої країни | Усмішки літньої ночі        | Номінація                   |                             |
| Премія BAFTA                        | 1957                        | Найкращий іноземний актор          | Гуннар Бйорнстранд          | Номінація                   |                             |
| Премія BAFTA                        | 1957                        | Найкраща іноземна акторка          | Єва Дальбек                 | Номінація                   |                             |
| Премія «Боділ»                      | 1957                        | Найкращий європейський фільм       | Інгмар Бергман (режисер)    | Перемога                    |                             |